# Душан Микоњић
Душан Микоњић (Урошевац, 1940) српски је академски сликар и графичар.
Дипломирао је на Академији ликовних уметности у Београду 1964. године. Од 1963. излаже у земљи и иностранству, добитник је више награда и учесник многих ликовних колонија. Живи и ради у Београду.

## Радови у колекцијама
Народни музеј, Београд; Музеј савремене уметности, Београд; Галерија савремене ликовне уметности, Ниш; Галерија Графички колектив, Београд; Народни музеј, Ниш; Уметничка збирка Замка културе, Врњачка Бања; Народни музеј, Краљево; Колекција манастира Хиландар; Колекција града Ксанти, Грчка; Шинагава –Токио; Национална Галерија Стокхолм, и у многобројним приватним колекцијама у земљи и иностранству.

## Награде и откупи
- 1962. Награда за сликарство Академије ликовних уметности, Београд
- 1963. 1. Награда Београдског универзитета за графику
- 1963. Награда за графику АЛУ, Београд
- 1964. Откупна награда Републичке заједнице културе на Октобарском салону, Београд
- 1969. Откупна награда на Пролећној изложби УЛУС, Београд
- 1972. Откуп РЗК са самосталне изложбе у Галерији Графички колектив, Београд
- 1976. Откуп РЗК са самосталне изложбе у Галерији ГК, Београд
- 1977. Откуп РЗК са самосталне изложбе у Галерији ГК, Београд
- 1979. Откуп Народног музеја у Нишу са изложбе, Сићево 79
- 1980. „Златна игла“ на Пролећној изложби УЛУСа, Београд
- 1980. Откуп РЗК на Пролећној изложби УЛУСа, Београд
- 1980. Откупна награда за графику на изложби „Београд – инспирација уметника“
- 1983. „Велики печат“ Галерије Графички колектив
- 1983. Откуп Галерије ГК на Мајској изложби графике, Београд
- 1984. Откуп два рада РЗК са самосталне изложбе у Галерији ГК, Београд
- 1984. Откуп Народног музеја, Београд
- 1984. Откуп Галерије Савремене ликовне уметности, Ниш
- 1984. Откуп Музеја савремене уметности, Београд
- 1986. Откупна награда РЗК на изложби „Београд – инспирација уметника“
- 1993. Награда за акварел на 1. Бијеналу акварела, Земун
- 1996. Промоција мапе графика Нови Београд
- 1997. „Милошев свитак“, награда колоније, Добриња
- 1998. Плакета „Миливој Николајевић“ за најбољи рад у колонији Борковац